# Eurithia anthophila
Eurithia anthophila là một loài ruồi trong họ Tachinidae.